# المدرسة العمرية (القدس)
المدرسة العمرية هي مدرسة تاريخية تقع داخل أسوار البلدة القديمة لمدينة القدس في الزاوية الشمالية الغربية للمسجد الأقصى وهي على مقربة من باب الغوانمة. وقد سُميت بالمدرسة العمرية تيمناً بالفتح الأول للقدس والذي قام به الخليفة عمر بن الخطاب. تقع المدرسة على مساحة تُقدر بحوالي 8 دونمات.
تتكون المدرسة العمرية من عدة طبقات، فالطبقة الأولى تتكون من عدة أروقة وغرف تمتد تحت ساحات المسجد وتصل إلى قبة الصخرة. أما الطبقة الثانية فتتكون من عدة غرف تصل إلى قرابة 25 غرفة بالإضافة إلى ساحتين. أما الطبقة الثالثة فهي مكونة من ثماني غرف وسطوح المدرسة. والمدرسة العمرية تضم ثلاث مدارس بنيت في أزمان مختلفة وهي: 1) المدرسة المحدثية والتي بُنيت في عام 1360م، المدرسة الجاولية والتي تأسست في عام 1286م، والمدرسة الصبيبية والتي تأسست عام 1397م. كانت المدرسة مزاراً لعلماء الأمة الإسلامية، واحتضنت طلبة العلم طيلة 800 عام.
تحتوي المدرسة العمرية على عدد كبير من عناصر العمارة الأيوبية، كما يوجد في المدرسة مسجد المحدثية.